# 2003年11月
2003年11月的新闻事件：
请参看：
- 中国载人航天计划
- 2004年美国总统选举
- 中东和平路线图
- 欧盟扩大
- 北朝鲜核危机
- 中俄日输油管线争端
- 恐怖主义
- 美军占领伊拉克
- 钓鱼岛
- 2003年女足世界杯

## 11月29日
- 中华人民共和国政府表示即日起中止与基里巴斯的外交关系。（页面存档备份，存于）

## 11月28日
- 俄罗斯人民友谊大学火灾：中国留俄学生罹难人数增至8人，另有5人失踪。（页面存档备份，存于）
- 美国纽约州参议员希拉里·克林顿到达巴格达慰问。（页面存档备份，存于）

## 11月27日
- 应联合国请求，中国将于11月30日派往联合国利比里亚任务区5名维和民警，这是中国首次向非洲地区派遣维和民警。（页面存档备份，存于）
- 凌晨2时30分，义乌市稠城镇下骆宅村紫金路一幢7层楼的连体民宅发生火灾，死亡10人，多人受伤。
- 俄罗斯人民友谊大学火灾：莫斯科卢蒙巴各族人民友谊大学校长德米特里·比利宾今天宣布引咎辞职，俄罗斯联邦教育部长菲利波夫已经接受了他提交的辞呈。火灾惨剧已造成37人死亡，目前还有164名受伤学生在医院接受治疗，其中30人伤势严重，8人伤势极度严重。目前中国留学生平安无事的为39人，仍在治疗43人，确定罹难7人，失踪6人。（页面存档备份，存于）（页面存档备份，存于）
- 台湾公投法获得通过。
- 美国总统乔治·沃克·布什乘坐“空军一号”秘密抵达巴格达慰问驻伊美军，与当地美军共渡感恩节。布什在巴格达逗留了大约两个小时并发表了强硬的演讲，表示反美行动不能动摇美国的决心。（页面存档备份，存于）

## 11月26日
- 中俄日输油管线争端：俄方透露安纳线输油管道方案将含通往大庆支线。（页面存档备份，存于）
- 在“中国科学家人文论坛”上，中国工程院院士、美国科学院医学部外籍院士巴德年在题为《中国公共卫生系统面临的挑战》的报告中警告说，中国卫生分配极不合理，据世界卫生组织公布的数据，中国卫生分配公平性在全世界排名中居第188位，列倒数第4。（页面存档备份，存于）

## 11月25日
- 俄罗斯人民友谊大学火灾：中华人民共和国驻俄罗斯大使馆组织人员在莫斯科市收治受伤外国留学生的11家医院了解情况，并赴莫斯科市第10太平间辨认遗体。截止晚21:40，已确认11所医院中收治中国留学生43人，其中3人已出院。遗体辨认7具，并公布了中国留学生的伤亡名单。
- 印巴在克什米尔实行全面停火。（页面存档备份，存于）

## 11月24日
- 格鲁吉亚议会选举引发国家政治危机愈演愈烈。反对派继22日冲进议会大楼，23日晚宣称限定总统谢瓦尔德纳泽一个小时内离开格鲁吉亚；随后总统发表电视讲话辞职：“我要回家了。”，并乘专机离开。（页面存档备份，存于）（页面存档备份，存于）
- 当地时间凌晨2点40分左右，莫斯科卢蒙巴各族人民友谊大学的一栋学生宿舍楼发生火灾，共造成28名外国留学生人死亡，约78人受伤；在死亡的学生中有中国人、孟加拉国人、越南人和一些非洲国家的人。（页面存档备份，存于）（页面存档备份，存于）

## 11月23日
- 格鲁吉亚总统谢瓦尔德纳泽在群众压力下辞职。
- 日全食（南极）。

## 11月22日
- 美国《华盛顿邮报》报道，美国国土安全部表示美国将取消911事件后实行的外国人登记制度。（页面存档备份，存于）
- 朝鲜表示将停止建设两座轻水反应堆工作一年。（页面存档备份，存于）
- 基地组织表示对20日发生在土耳其伊斯坦布尔的两起爆炸事件负责。（页面存档备份，存于）
- 联合国安理会成员国中国和法国对美国将在近期全面移交伊主权的决定表示欢迎。（页面存档备份，存于）
- 英国驻伊朗大使馆遭到燃烧弹袭击，没有人员伤亡。（页面存档备份，存于）
- DHL貨機巴格達遇襲事件

## 11月21日
- 土耳其最大城市伊斯坦布尔连续发生两次剧烈爆炸，土耳其汇丰银行和英国驻伊斯坦布尔领事馆先后遇袭，至少27人死亡，450人受伤，英国总领事也在爆炸中丧生。（页面存档备份，存于）（页面存档备份，存于）

## 11月20日
- 中華人民共和國表示它可能對美國即將對中國紡織品出口產品徵稅的限制措施採取報復行動。（页面存档备份，存于）
- 英國民衆抗議美國總統乔治·沃克·布什訪英。（页面存档备份，存于）
- 北約快速反應部隊在土耳其舉行軍事演習。（页面存档备份，存于）
- 土耳其伊斯坦布尔的汇丰银行大楼和英国领事馆外发生自杀式汽车爆炸事件，多人死伤。
- 迈克尔·杰克逊被控猥亵儿童遭逮捕。

## 11月18日
- 美国总统布什抵达伦敦，开始对英国进行为期三天的国事访问。反战组织的抗议示威活动开始，伦敦爆发多次大规模示威游行。英国将国家的警戒状态提高到二级水平，并出动了一万四千名警察负责安全，创下自二战以来的最高纪录。（页面存档备份，存于）

## 11月16日
- 台灣苗栗通霄巨豐爆竹廠爆炸 五死十三傷

## 11月15日
- 中国女排：在大阪举行的女排世界杯赛中，中国队以3:0击败东道主日本队。这样中国女排以11战全胜的战绩，在17年后再次取得世界冠军。（页面存档备份，存于）
- 美军占领伊拉克：当地时间18点30分，两架驻伊美军第101空中突击师的“黑鹰”直升机伊拉克北部城市摩苏尔坠毁，至少17名美军士兵死亡，5人受伤，1人失踪。这是自5月以来驻伊美军死亡人数最多的一天。（页面存档备份，存于）

## 11月14日
- 中印海军在上海附近的东海海域举行代号为“海豚0311”联合军事演习，此次演习内容为海上搜救。参与的舰只包括中国海军882号综合补给舰、521号导弹护卫舰和印度海军D53号驱逐舰、P63号轻型护卫舰、A58号综合补给舰。这中国和印度第一次联合海军演习，也是第二次与外军演习，规模大于上次的中巴军演。（页面存档备份，存于）（页面存档备份，存于）

## 11月13日
- 慰安妇赴日索赔。（页面存档备份，存于）

## 11月12日
- 美军占领伊拉克：两名自杀袭击者驾驶油罐卡车闯入驻纳西里耶意大利宪兵总部后引爆炸弹，造成19名意大利人和9名伊拉克人死亡，上百人受伤。（页面存档备份，存于）（页面存档备份，存于）（页面存档备份，存于）
- 中美贸易：中国代表团在华盛顿签定了总值超过60亿美元的采购合同，其中包括同波音公司和通用电气公司47亿美元的合同。（页面存档备份，存于）

## 11月11日
- 中国国家主席胡锦涛会晤美国前总统比尔·克林顿。

## 11月10日
- 布隆迪内战：当地时间凌晨1点多钟，一发反政府武装发射的82式迫击炮弹误中中国驻布隆迪大使馆办公楼顶层，没有造成人员伤亡。（页面存档备份，存于）（页面存档备份，存于）

## 11月9日
- 沙特连环爆炸：当地时间9日凌晨，沙烏地阿拉伯首都利雅得西部的高档住宅区接连发生３次爆炸，至少造成18人死亡，122人受伤，涉及15个国家的公民。“基地”组织声称对此事负责。（页面存档备份，存于）（页面存档备份，存于）（页面存档备份，存于）
- 月食（美洲、欧洲、非洲、中亚）。

## 11月8日
- 美国总统乔治·沃克·布什访问英国，遭到英国民众大规模抗议。

## 11月7日
- 美国海军和国土安全部发言人表示，在白宫处理邮件的分拣中心的空气中发现疑为炭疽孢子的物质。（页面存档备份，存于）
- 联合国新闻部发言人表示，联合国职员已经全部撤离巴格达前往塞浦路斯。（页面存档备份，存于）

- 联合国大会决定把《禁止人的生殖性克隆国际公约》推迟两年再审议。（页面存档备份，存于）

## 11月6日
- 甘肃省兰州、古浪发现邮包爆炸；两名民警引爆时受伤。
- 由世界6位诺贝尔奖获得者和中国6位著名经济学家共同起草的《世界经济发展宣言》发表。
- 湖南衡阳特大火灾：上午10时05分，19名被废墟掩埋的消防员全部被找到，其中生还一人。至此，搜救工作结束。这次火灾共有20名消防员殉职，16人受伤，96户412位受灾居民被及时疏散。国家事故调查组抵达衡阳，展开事故调查工作。（页面存档备份，存于）（页面存档备份，存于）

## 11月5日
- 第二十三届中国电影金鸡奖在浙江嘉兴揭晓。（页面存档备份，存于）
- 中国月球探测计划：中国月球探测首席科学家欧阳自远在贵阳透露：中国首次探月活动嫦娥一号绕月工程将在三年左右时间实现。（页面存档备份，存于）
- 太阳发生近千年来最强烈的一次耀斑爆发，出现两个巨大的太阳黑子群。这次从10月25日开始的太阳风暴已对全球高频短波通信造成了严重干扰，部分地区甚至短波通讯全部中断 。（页面存档备份，存于）（页面存档备份，存于）
- 南京一幼儿园教师被逼当众向韩国夫妇下跪，当事人要用法律武器捍卫尊严。（页面存档备份，存于）
- 太阳系：经过26年、长达80亿英里的漫长旅程，旅行者一号飞船终于飞离太阳系。
- 电脑病毒：微软悬赏五十万寻找“爆破手（MSBlast）”和“大无极（Sobig）”病毒的作者。

## 11月4日
- 联合国作出决议，要求美国停止对古巴的经济制裁。（页面存档备份，存于）
- 美军占领伊拉克：美国占领当局总部受到炸弹袭击，4名士兵受伤。（页面存档备份，存于）
- 西北大学反日学潮：日本外相川口顺子对10月29日在中国西安西北大学表演下流剧的日本留学生提出批评。西北大学10月30日已对该违反校纪校规的事件进行处理，将涉及的一名日本教师和三名日本留学生分别解聘、开除。据悉，中国外交部已向日本驻华使馆提出交涉，敦请日方采取有力措施，教育日本在华留学生遵守中国的法律法规和学校的校纪校规，尊重中国人民的风俗习惯，避免今后发生类似事件。（页面存档备份，存于）（页面存档备份，存于）（页面存档备份，存于）（页面存档备份，存于）（页面存档备份，存于）

## 11月3日
- 衡阳“11·3”特大火灾，20名消防员殉职：凌晨4时，湖南省衡阳市一栋8层商住楼发生火灾。在居民被疏散后，高楼部分倒塌，现场有消防员9人、保安人员1人，新闻记者4人受伤，另有多名消防员被困废墟中。火灾原因尚无官方说法，但有人怀疑商户烘烤干货是引发火灾的原因。（页面存档备份，存于）

## 11月2日
- 2004年美国总统选举投票日。
- 中華民國总统陈水扁抵达巴拿马首都。
- 以巴冲突：巴勒斯坦民族权力机构主席阿拉法特表示愿意接受恢复和谈的建议。（页面存档备份，存于）
- 美军占领伊拉克：美军发言人证实美军一架“支奴干”（Chinook）大型运输直升飞机被伊游击队击落，造成15名士兵死亡，21人受伤。（页面存档备份，存于）（页面存档备份，存于）
- 博鳌亚洲论坛年会正式开幕。（页面存档备份，存于）

## 11月1日
- 美军占领伊拉克：美军1日在摩苏尔遇到炸弹袭击，造成2名美军士兵死亡。据民间流传消息称，反美组织宣布11月1日为抵抗日，他们将在这天和今后几天发动大规模的袭击。（页面存档备份，存于）

- 美国媒体报道，印尼警方正在搜捕2名来自伊斯兰祈祷团的恐怖分子。
- 西班牙王室表示，费利佩王储将与电视台女记者莱蒂齐亚·奥尔蒂斯·罗卡索拉诺于明年夏天结婚。（页面存档备份，存于）
- 第16届东京国际电影节在东京涩谷文化村开幕。（页面存档备份，存于）
- 台北舉辦同性戀大遊行，是華人世界中的第一次。
- 北京五环路全线通车，但是因为收费较高，被许多司机冷落。